# Wissenschaftlicher Ausschuss für Gesundheit, Umwelt- und neu aufkommende Risiken
Der Wissenschaftliche Ausschuss für Gesundheit, Umwelt- und neu aufkommende Risiken (englisch: Scientific Committee on Health, Environmental and Emerging Risks, SCHEER) ist ein unabhängiger Ausschuss, der die Europäische Kommission unterstützt, faktengestützte politische Entscheidungen in den Bereichen Gesundheit, Umwelt und Verbrauchersicherheit zu treffen.
Dem Ausschuss gehören bis zu 17 Mitglieder an – wissenschaftliche Sachverständige, mit denen ein größtmögliches Spektrum wissenschaftlicher Disziplinen abgedeckt wird; die Mandatsdauer beträgt fünf Jahre.

## Geschichte
2008 wurde der Wissenschaftliche Ausschuss „Gesundheits- und Umweltrisiken“ (englisch:  Scientific Committee on Health and Environmental Risks, SCHER) durch die Europäische Kommission eingerichtet. Gemeinsam mit den wissenschaftlichen Ausschüssen „Verbrauchersicherheit“ (SCCS) und „Neu auftretende und neu identifizierte Gesundheitsrisiken“ (SCENIHR) war er Teil einer Beratungsstruktur für die wissenschaftliche Risikobewertung in den Bereichen Verbrauchersicherheit, öffentliche Gesundheit und Umwelt.
2016 wurden die beiden Ausschüsse „Gesundheits- und Umweltrisiken“ (SCHER) und „Neu auftretende und neu identifizierte Gesundheitsrisiken“ (SCENIHR) zu dem neuen „Wissenschaftlichen Ausschuss Gesundheit, Umwelt- und neu aufkommende Risiken“ (SCHEER) zusammengefasst.

## Zuständigkeit
Der wissenschaftliche Ausschuss Gesundheits- und Umweltrisiken erstellt Gutachten über die Gesundheits- und Sicherheitsrisiken durch Freisetzung von Schadstoffen in Luft, Wasser und Boden. Ebenso zu biologischen und physikalischen Faktoren, die sich negativ auf Gesundheit und Umwelt auswirken können, beispielsweise bezüglich der Luft- und Wasserqualität, der Abfallwirtschaft und der Qualität der Böden sowie über die Lebenszyklusanalyse. Es werden ferner Gutachten im Zusammenhang mit neu auftretenden oder neu identifizierten Gesundheits- und Umweltrisiken erstellt. Der Ausschuss befasst sich mit Gesundheits- und Sicherheitsfragen im Zusammenhang mit der Toxizität und Ökotoxizität von Bioziden.
Gemeinsam mit der Europäischen Chemikalienagentur (ECHA), des Wissenschaftlichen Ausschusses „Verbrauchersicherheit“ (SCCS) und anderer europäischer Risikobewertungsagenturen kann er sich mit Fragen zur Toxizität und Ökotoxizität chemischer, biochemischer und biologischer Verbindungen befassen, deren Verwendung die menschliche Gesundheit und die Umwelt schädigen könnte. Ein weiteres Thema sind die methodischen Aspekte zur Bewertung von Gesundheits- und Sicherheitsrisiken von chemischen Stoffen, einschließlich Chemikaliengemischen.

## Mitglieder
Laut Beschluss der EU-Kommission vom 7. August 2015 gehören dem Ausschuss SCHEER folgende Mitglieder an:
| Name                                  | Organisation                                                                                              | Land           |
| ------------------------------------- | --- | -------------- |
| Thomas Backhaus                       | Dep. of Biological and Environmental Science, Universität Göteborg                                        | Schweden       |
| Roberto Bertollini                    | Vertreter der Weltgesundheitsorganisation bei der Europäischen Union                                      | Italien        |
| Teresa Borges                         | Gesundheitsministerium                                                                                    | Portugal       |
| Wim De Jong                           | Nationales Institut für Öffentliche Gesundheit und Umweltschutz (RIVM)                                    | Niederlande    |
| Pim de Voogt                          | KWR Watercycle Research Institute                                                                         | Niederlande    |
| Raquel Duarte-Davidson                | Öffentliche Gesundheit England                                                                            | Großbritannien |
| Peter Hoet                            | Medizinische Fakultät, Katholieke Universiteit Leuven                                                     | Belgien        |
| Rodica-Mariana Ion                    | National Institute of R&D for Chemistry and Petrochemistry – ICECHIM                                      | Rumänien       |
| Renate Krätke (stellv. Vorsitzende)   | Bundesinstitut für Risikobewertung (BfR)                                                                  | Deutschland    |
| Demosthenes Panagiotakos              | Harokopio-Universität Athen                                                                               | Griechenland   |
| Ana Proykova                          | Universität Sofia                                                                                         | Bulgarien      |
| Theodoros Samaras                     | Aristoteles-Universität Thessaloniki                                                                      | Griechenland   |
| Marian Scott (Vorsitzender)           | Universität Glasgow                                                                                       | Großbritannien |
| Emanuela Testai (stellv. Vorsitzende) | Istituto Superiore di Sanità, Department of Environment and Primary Prevention Mechanism of Toxicity Unit | Italien        |
| Marco Vighi                           | IMDEA Water Institute, Alcala’ de Henares                                                                 | Spanien        |
| Sergej Zacharov                       | Universitätsklinikum Prag                                                                                 | Tschechien     |
| Frühere Mitglieder:                   | |                |
| Remy Slama                            | Institut national de la santé et de la recherche médicale (INSERM)                                        | Frankreich     |
| Theodorus Vermeire                    | Nationales Institut für Öffentliche Gesundheit und Umweltschutz (RIVM)                                    | Niederlande    |